# Чубінідзе Мирон Дмитрович
Мирон Дмитрович Чубінідзе (1905, місто Владикавказ, тепер Російська Федерація — після 1980, Грузія) — радянський державний діяч, голова Президії Верховної ради Грузинської РСР, секретар ЦК КП(б) Грузії з транспорту. Член Центральної Контрольної Комісії КП(б) Грузії в 1934—1934 роках. Кандидат у члени ЦК КП(б) Грузії в 1937—1938 роках, член ЦК КП(б) Грузії в 1938—1960 роках. Член Бюро ЦК КП Грузії в 1953—1959 роках. Депутат Верховної ради Грузинської РСР 1—5-го скликань. Депутат Верховної ради СРСР 4—5-го скликань. Кандидат у члени ЦК КПРС у 1956—1961 роках.

## Життєпис
Народився в родині ремісника. У 1923—1927 роках навчався в школі фабрично-заводського учнівства імені Камо в місті Тифлісі. У 1924 році вступив до комсомолу.
Член ВКП(б) з 1926 року.
У 1927—1931 роках — секретар районного комітету ЛКСМ Грузії, секретар Тифліського міського комітету ЛКСМ Грузії; 2-й секретар ЦК ЛКСМ Грузії.
У 1931—1933 роках — завідувач промислового сектору ЦК КП(б) Грузії.
У 1933—1935 роках — секретар партійного комітету (парткому) нафтоперегінних заводів міста Батумі; заступник секретаря Орджонікідзевського районного комітету КП(б) Грузії міста Тифліса.
У 1935—1937 роках — помічник начальника політичного відділу Закавказької залізниці.
У 1937 році — секретар парткому Тбіліського паровозо-вагоноремонтного заводу.
У 1937—1941 роках — 1-й секретар Ленінського районного комітету КП(б) Грузії міста Тбілісі.
1 квітня 1941 — 1943 року — секретар ЦК КП(б) Грузії з транспорту. У 1942 році — уповноважений Військової ради Закавказького фронту.
У 1943—1946 роках — заступник секретаря ЦК КП(б) Грузії з транспорту — завідувач транспортного відділу ЦК КП(б) Грузії.
30 липня 1946 — 15 квітня 1953 року — міністр державного контролю Грузинської РСР.
У квітні — вересні 1953 року — 1-й заступник міністра державного контролю Грузинської РСР.
29 жовтня 1953 — 17 квітня 1959 року — голова Президії Верховної ради Грузинської РСР.
18 квітня — 7 липня 1959 року — міністр соціального забезпечення Грузинської РСР. Звільнений з посади «через стан здоров'я».
З липня 1959 року — персональний пенсіонер союзного значення в місті Тбілісі. Подальша доля невідома.

## Нагороди
- два ордени Леніна (2.09.1955,)
- три ордени Трудового Червоного Прапора (24.02.1941,)
- два ордени Червоної Зірки
- орден «Знак Пошани» (2.04.1966)
- медаль «За оборону Кавказу»
- медаль «За доблесну працю у Великій Вітчизняній війні 1941—1945 рр.»
- медалі
- Почесна грамота Президії Верховної ради Грузинської РСР (28.08.1980)